# Papillaria perichaetialis
Papillaria perichaetialis là một loài Rêu trong họ Meteoriaceae. Loài này được (Hampe) A. Jaeger mô tả khoa học đầu tiên năm 1877.